# Mörtträsket (Burträsks socken, Västerbotten, 715886-170767)
Mörtträsket är en sjö i Skellefteå kommun i Västerbotten och ingår i Rickleåns huvudavrinningsområde. Sjön har en area på 0,452 kvadratkilometer och ligger 246,2 meter över havet. Sjön avvattnas av vattendraget Myrträskbäcken.

## Delavrinningsområde
Mörtträsket ingår i det delavrinningsområde (716004-170571) som SMHI kallar för Mynnar i Järvträskbäcken. Medelhöjden är 253 meter över havet och ytan är 6,54 kvadratkilometer. Räknas de 4 avrinningsområdena uppströms in blir den ackumulerade arean 14,67 kvadratkilometer. Myrträskbäcken som avvattnar avrinningsområdet har biflödesordning 4, vilket innebär att vattnet flödar genom totalt 4 vattendrag innan det når havet efter 79 kilometer. Avrinningsområdet består mestadels av skog (46 procent) och sankmarker (47 procent). Avrinningsområdet har 0,45 kvadratkilometer vattenytor vilket ger det en sjöprocent på 6,9 procent.